# 에토 미사
에토 미사(일본어: 衛藤 美彩, 1993년 1월 4일 ~ )는 일본의 여성 아이돌 그룹 노기자카46의 멤버.
미스 매거진 2011 그랑프리 출신. TWIN PLANET 소속.

## 약력
오이타현의 로컬 아이돌 그룹, CHIMO로 리더를 맡았다. 2010년 4월 27일에 방송된 「런던 하츠」의 일본 전국 47도부현으로부터 각각 미소녀를 선출하는 「AKG47」라고 하는 기획으로, 오이타 현 대표로 선택되어 그 후 블로그의 액세스 수가 급증하는 등 전국적으로 주목을 끄었다. 2010년 3월 20일에 CHIMO를 졸업.
2011년 7월에 미스 매거진 2011의 그랑프리에 선출된다.
2011년 8월, 노기자카46 제1기 멤버가 된다.
2019년 3월 31일, 노기자카46를 졸업.
2019년 10월 24일, 세이부 라이온스의 겐다 소스케 선수와 결혼한다고 자신의 인스타그램에서 발표했다.

## 출연

### 텔레비전
- 런던 하츠 (TV 아사히 계열, 2010년 4월 27일)
- 잘 수 없는 거리의 아프린스 (니혼 TV 계열, 2011년 5월 26일-) - 준 레귤러
- PigooRadio (엔타! 371, 2011년 8월 9일) - 폰치(화요일 레귤러)의 대역
- 개운 음악당 (TBS, 2011년 10월 8일 ~ ) - 제9대 어시스턴트
- 더 뜨거워! 고양이 골짜기!! (나고야 TV 방송, 2011년 10월 ~ 12월) - 사이온지 히로미 역

### 라디오
- GALACTICA GOLDENBALL (FM 후지, 2010년 6월 3일)

### DVD
- 미스 매거진 2011 에토 미사 (2011년 9월 14일)

### 사진집
- 彩 (2012년 1월 31일, 와니북스) ISBN 978-4-8470-4429-8

### 잡지
- 주간 영 매거진 2011년 7월 18일호